# Edith Zimmermann
Edith Zimmermann, coniugata Rhomberg (Lech, 1º novembre 1941), è un'ex sciatrice alpina austriaca.

## Biografia

### Stagioni 1960-1963
Sciatrice polivalente originaria di Hohenems e sorella di Heidi, a sua volta sciatrice alpina, Edith Zimmermann debuttò in campo internazionale in occasione  delle SDS-Rennen 1960 (Grindelwald, 6-8 gennaio), dove si classificò 40ª nello slalom gigante, 14ª nello slalom speciale e 20ª nella combinata; nella stessa stagione si piazzò 2ª nello slalom gigante dell'Otto Linher Memorial (Zürs, 10 aprile). Entrata nella nazionale A nel 1961, fu 3ª nello slalom speciale del trofeo Arlberg-Kandahar (Mürren, 10-12 marzo), 3ª al trofeo Drei-Gipfel-Rennen (Arosa, 25-26 marzo), classificandosi 2ª, 5ª e 7ª nei tre slalom giganti della competizione, vinse lo slalom gigante dell'Otto Linher Memorial (Zürs, 16 aprile) e si piazzò 3ª in entrambi gli slalom giganti di Obergurgl (22-23 marzo).
Nel 1963 fu 3ª nella combinata di Oberstaufen (4-5 gennaio), nella discesa libera delle SDS-Rennen (Grindelwald, 8-11 gennaio), 2ª in quella del Grand Prix Feminine (Saint-Gervais-les-Bains, 24-26 gennaio), 2ª nello slalom speciale della Coppa Foemina (Abetone, 22-23 febbraio) e vinse lo slalom speciale e la combinata pre-olimpici di Axamer Lizum (15-17 febbraio); nel prosieguo della stagione si classificò 2ª nella discesa libera e 3ª nella combinata dell'Arlberg-Kandahar (Chamonix, 8-10 marzo), 2ª nella discesa libera e nel Gornergrat Derby dell'Otto Furrer memorial (Zermatt, 15-17 marzo) e conquistò il trofeo Drei-Gipfel-Rennen (Arosa, 22-24 marzo), vincendo tutti e tre gli slalom giganti della competizione, e lo slalom gigante di Bad Hindelang del 13 aprile.

### Stagioni 1964-1966
Ai IX Giochi olimpici invernali di Innsbruck 1964 (29 gennaio-9 febbraio), sua unica presenza olimpica e iridata, vinse la medaglia d'argento nella discesa libera e si piazzò 6ª nello slalom gigante e 5ª nello slalom speciale; conquistò anche la medaglia di bronzo nella combinata, disputata in sede olimpica ma valida solo ai fini dei Mondiali 1964. Nel prosieguo di quella stagione vinse lo slalom gigante dell'Arlberg-Kandahar (Garmisch-Partenkirchen, 14-16 febbraio), lo slalom gigante dell'Årebragden (Åre, 14-15 marzo), dove fu anche 3ª nella combinata, e lo slalom speciale del Barbara Henneberger Memorial (Sugar Bowl, 25-26 aprile).
Nella stagione 1964-1965 s'impose nello slalom gigante delle SDS-Rennen (Grindelwald, 5-8 gennaio), dove si classificò anche 2ª nello slalom speciale e nella combinata, si piazzò 2ª nella discesa libera e 3ª nella combinata della Goldschlüsselrennen (Schruns, 19-21 gennaio), 3ª nella discesa libera della Coppa dei Paesi alpini (Davos, 9-15 febbraio) e 3ª nello slalom speciale degli US Open (Crystal Mountain, 1-4 aprile). Nella sua ultima stagione agonistica, 1965-1966, fu 2ª nella discesa libera e nello slalom gigante e 3ª nella combinata delle SDS-Rennen (Grindelwald, 11-14 gennaio), l'ultima competizione internazionale alla quale prese parte.

## Palmarès

### Olimpiadi
- 1 medaglia, valida anche ai fini dei Campionati mondiali:
  - 1 argento (discesa libera a Innsbruck 1964)

### Mondiali
- 1 medaglia (oltre a quella vinta in sede olimpica e valida anche ai fini iridati):
  - 1 bronzo (combinata a Innsbruck 1964)

### Classiche
Årebragden
- 1 vittoria (slalom gigante a Åre 1964)

Arlberg-Kandahar
- 1 vittoria (slalom gigante a Garmisch-Partenkirchen 1964)

Barbara Henneberger Memorial
- 1 vittoria (slalom speciale a Sugar Bowl 1964)

Drei-Gipfel-Rennen
- 4 vittorie (generale, slalom gigante/1, slalom gigante/2, slalom gigante/3 ad Arosa 1963)

Otto Linher Memorial
- 1 vittoria (slalom gigante a Zürs 1961)

SDS-Rennen
- 1 vittoria (slalom gigante a Grindelwald 1965)

### Campionati austriaci
- 8 medaglie[senza fonte]:
  - 2 ori (slalom speciale, combinata nel 1965[4])
  - 4 argenti (slalom gigante nel 1961; slalom gigante nel 1964; discesa libera, slalom gigante nel 1965)
  -  2 bronzi (combinata nel 1961; slalom speciale nel 1963)[senza fonte]